# 孫鶴皋
孙鹤皋（1888年—1970年），浙江奉化人。民国政治经济要人、银行家、实业家、藏书家、擅长书法国画。同盟会元老，辛亥革命元勋。

## 生平

### 早年
原名孙天孙，浙江省奉化县萧王庙人。早年通过留学日本的预备考试。1905年，随兄长孙洞环赴日本留学。1906年，蒋中正抵达日本。孙与蒋成为知交。参加同盟会，追随孙中山反清革命。1908年，考入日本长崎高等商业学校（今长崎大学）。
1909年，奉蒋中正之命，坐船回上海。交予上海革命党人密件，是长江中下游多个重要城市的地图，以便反清革命。1910年，孙学成回国。入清朝政府财政部库藏司工作，曾担任吉长铁路会议处处长。

### 追随孙中山
辛亥革命爆发，上海光复，孙赴上海，出任沪军都督府参事。随孙中山赴广东后，出任廣東中國銀行協理。1915年，孙奉孙中山之命出任东北军副司令。孙曾率军攻克青岛、潍县。东北军失败后，孙创办民生协会，创立《民生日报》。1917年，孙再次奉出孙中山之命出任东北新军司令。1923年，孙为执行孙中山聯俄容共计划，在辽宁大连创办秘密机构，名叫“东亚土木公司”，秘密负责与苏联的交往。

### 蒋中正幕下
1926年春，孙奉蒋中正之命出任北伐总司令部参事。国民革命军攻克武汉，孙被任命为湖北省财政委员会委员，并担任武昌关监督。孙后出任浙江省府委员，并先后担任沪宁铁路管理局局长、沪杭市铁路管理局局长、沪宁杭公路局长、津浦铁路管理局局长等交通要职。

### 弃政从商
三十年代，孙对政治失去热情，转投实业商业。1930年，与金润庠等人一同创办大来商业储蓄银行。1936年，四明银行被迫与国民政府改合作，改组为官商合办银行，孙出任官股董事，旋即出任副经理。
抗日战争爆发，日军占领上海后，时四明银行董事长兼总经理吴启鼎私下擅自与日本妥协，但又担心害怕国军军统报复暗杀，遂向民国重庆战时政府推荐孙。1941年，孙在压力之下不得已出任四明银行总经理。吴则自己携资产逃离上海，远赴香港。孙担任四明银行总经理后，创设四明银行重庆分行。1941年年终，孙赴香港打理四明银行在香港的业务。不料太平洋战争爆发，香港被日军占领。孙被日军逮捕，被遣送回上海，被迫出任日方压力下改组后的伪四明银行总经理。在孙的经营下，倚靠伪中央储备银行维持业务。
1942年9月，孙出任大来商业储蓄银行董事长。抗日战争胜利后，1945年，吴启鼎从香港回上海，接收四明银行，孙被迫去职。 1946年，孙出任大来银行董事长，并担任中华碾钢厂总经理。孙并担任多家公司，如上海绸业银行、上海商业储蓄银行的董事。是天一保险公司的监察人。

### 中华人民共和国时期
中共建政初期，孙仍担任大来银行董事长。孙积极与上海市人民政府合作，拥护中国共产党对民族工商业的领导，支持人民政府对民族工商业的改造。公私合营后，孙出任大中华橡胶厂的私方董事。
1970年4月12日（农历），因病在上海逝世，享年83岁。

## 遗迹遗物

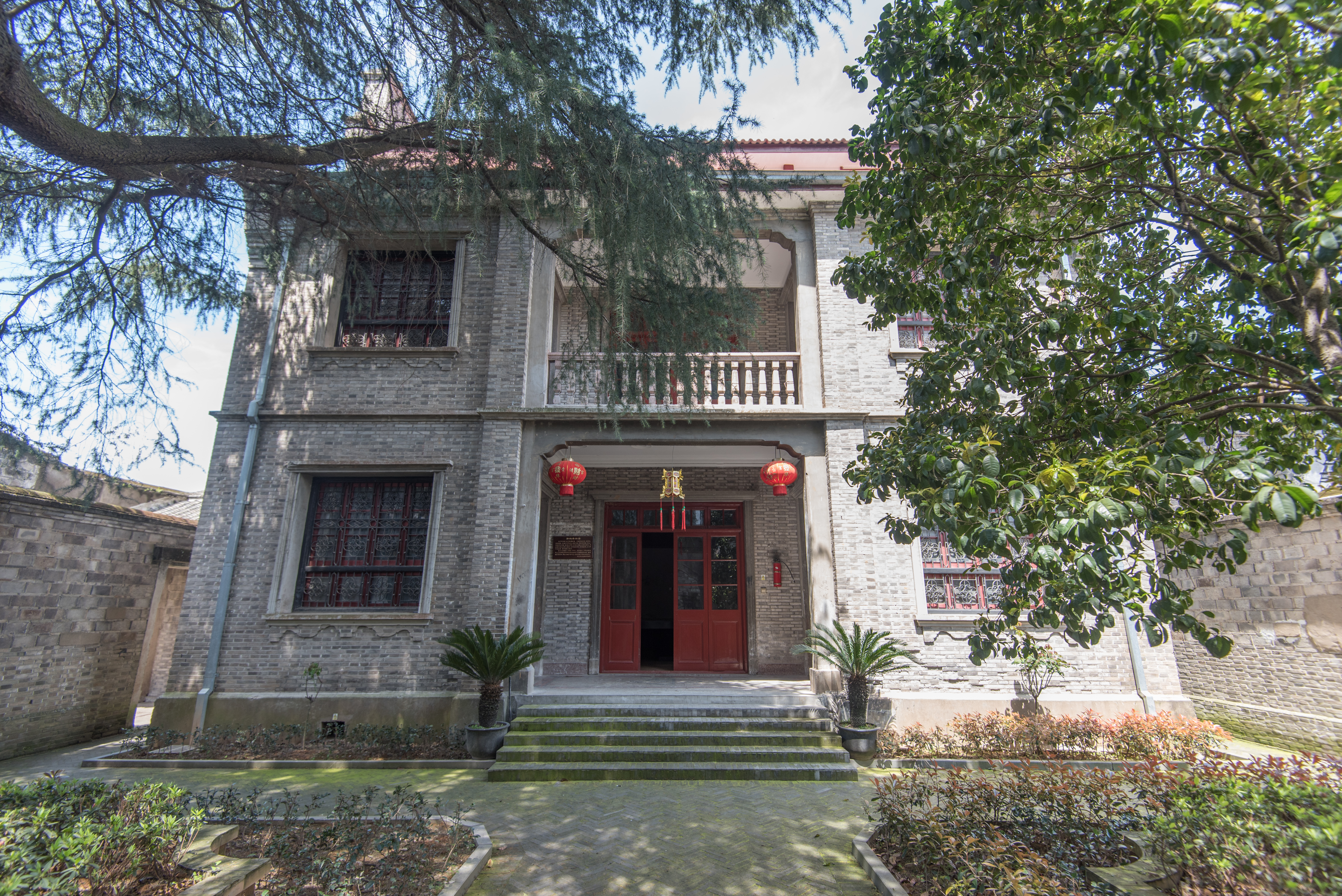
奉化孙鹤皋旧居

- 今浙江奉化孙鹤皋旧居：民国民居代表，建筑群坐北朝南，西洋风格融合传统中式建筑。位于今宁波市奉化区萧王庙青云村。[2]
- “行易知难”手书，现藏于北京中国国家博物馆。为孙中山手书，为1918年孙中山赠给孙鹤皋。
- “天孙阁”藏书楼：今位于浙江奉化萧王庙镇上。
- 青雲藏書樓、议事厅：今位于浙江奉化青雲村。
- 沙孟海为孙鹤皋治印，刻于1929年前后[3]：
  - 姓名、斋馆印：“鹤皋印信”、“鹤皋长年”、“仁湖孙氏珍藏”、“天孙阁藏”
  - 闲章：“鹤鸣九皋”、“豫则立”、“家在湖澜第一峰”、“不富不贵不贫贱”、“落霞与孤鹜齐飞”